# Neptis leighi
Neptis leighi är en fjärilsart som beskrevs av Rothschild 1918. Neptis leighi ingår i släktet Neptis och familjen praktfjärilar. Inga underarter finns listade i Catalogue of Life.